# Klonalität
Klonalität (von gr. κλών, Zweig, Schoß) ist ein Begriff, der die Abstammung von Zellen oder ihrer Produkte beschreibt. Gehen alle Zellen einer Population auf eine einzige gemeinsame Mutterzelle zurück, so spricht man von einer monoklonalen (oder einfach klonalen) Population. Wenn genetische Unterschiede vorhanden sind und die Population somit auf mehrere Zelllinien zurückzuführen ist, so spricht man dagegen von einer polyklonalen Population, bei nur wenigen Zelllinien von einer oligoklonalen Population.
Mit der Klonalität können auch einzelne Zellprodukte gemeint sein. Monoklonale Antikörper werden von einer auf einen einzigen B-Lymphozyten zurückgehenden Zelllinie produziert und richten sich somit alle gegen ein einzelnes Epitop. In der Natur werden Antikörper dagegen immer von verschiedenen Zelllinien produziert und sind somit polyklonal.
Wichtig ist die Feststellung der Klonalität von Zellen insbesondere in der Pathologie im Rahmen der Dignitätsbeurteilung von Tumoren, da von der Klonalität meist direkt auf die Dignität geschlossen werden kann. Werden etwa die Zellen aus einer Biopsie eines Tumors der Brust mit jenen aus axillären Lymphknoten verglichen und festgestellt, dass die Genome gleich sind (z. B. mittels Southern-Blot-Analyse), so ist davon auszugehen, dass die Zellen die gleiche Abstammung haben, also monoklonal sind, und es sich somit um bösartige Tumorzellen (Krebszellen) handelt, die aus der Brust in die Lymphknoten metastasiert sind.